# Venac Mrežnički
Venac Mrežnički – wieś w Chorwacji, w żupanii karlowackiej, w mieście Duga Resa. W 2011 roku liczyła 131 mieszkańców.